# كاسر العظام
كاسر العظام أو الفُلمار (الاسم العلمي: Fulmar)، جنس طيور بحرية من النوئيات وفصيلة خطافات البحر. تتكون الفصيلة من أربعة أنواع اثنان منها حيان والأخران منقرضان (أحفوريان) من العصر الميوسيني.

## اقرأ أيضا

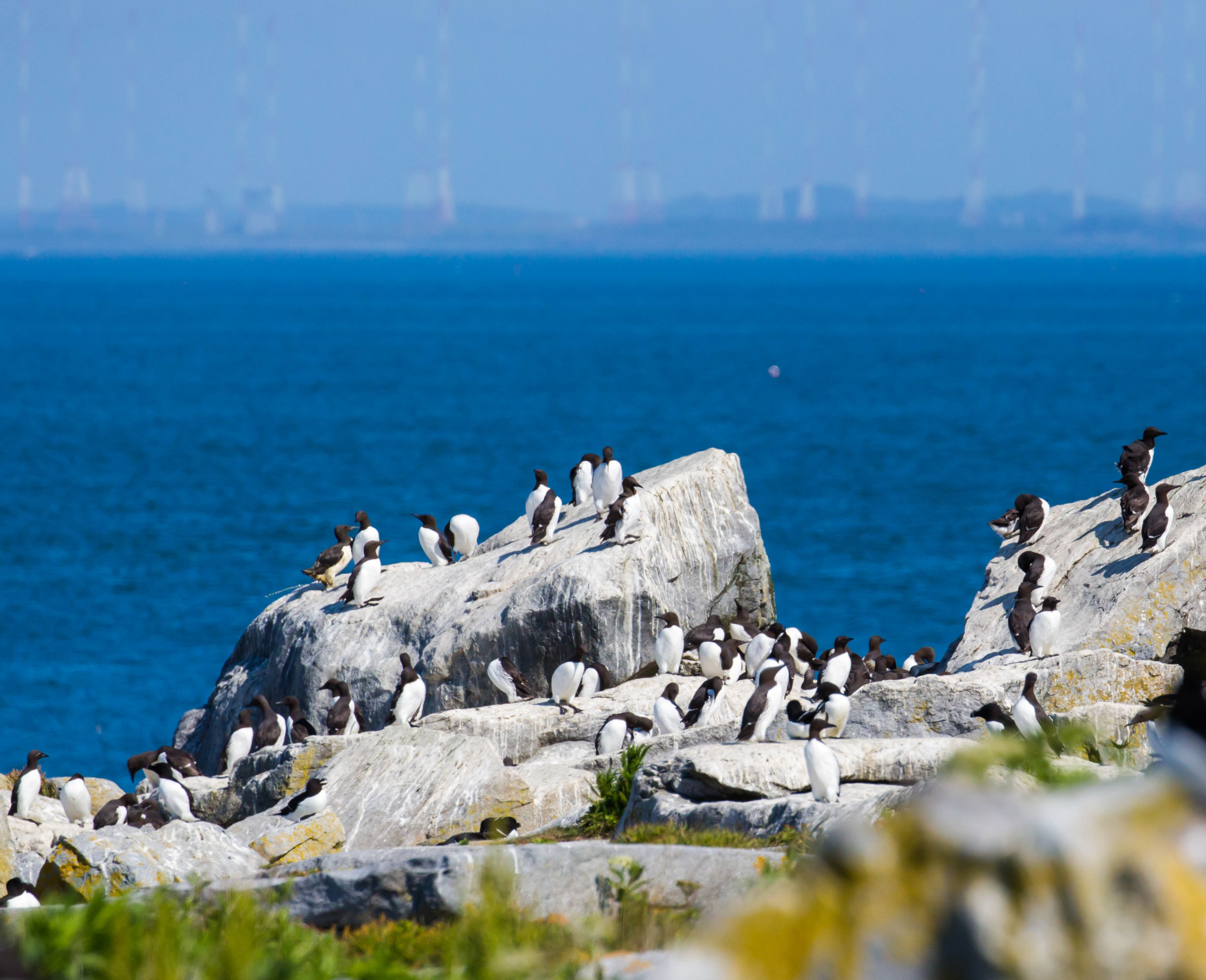
طائر أبو موس يعيش بكثافة على المنحدرات الشاطئية العالية.

- قرية ارنارستابي